# 8743 Kèneke
A 8743 Keneke (ideiglenes jelöléssel 1998 EH12) egy kisbolygó a Naprendszerben. Eric Walter Elst fedezte fel 1998. március 1-jén.